# Tapinoma modestum
Tapinoma modestum är en myrart som beskrevs av Santschi 1932. Tapinoma modestum ingår i släktet Tapinoma och familjen myror. Inga underarter finns listade i Catalogue of Life.

## Bildgalleri

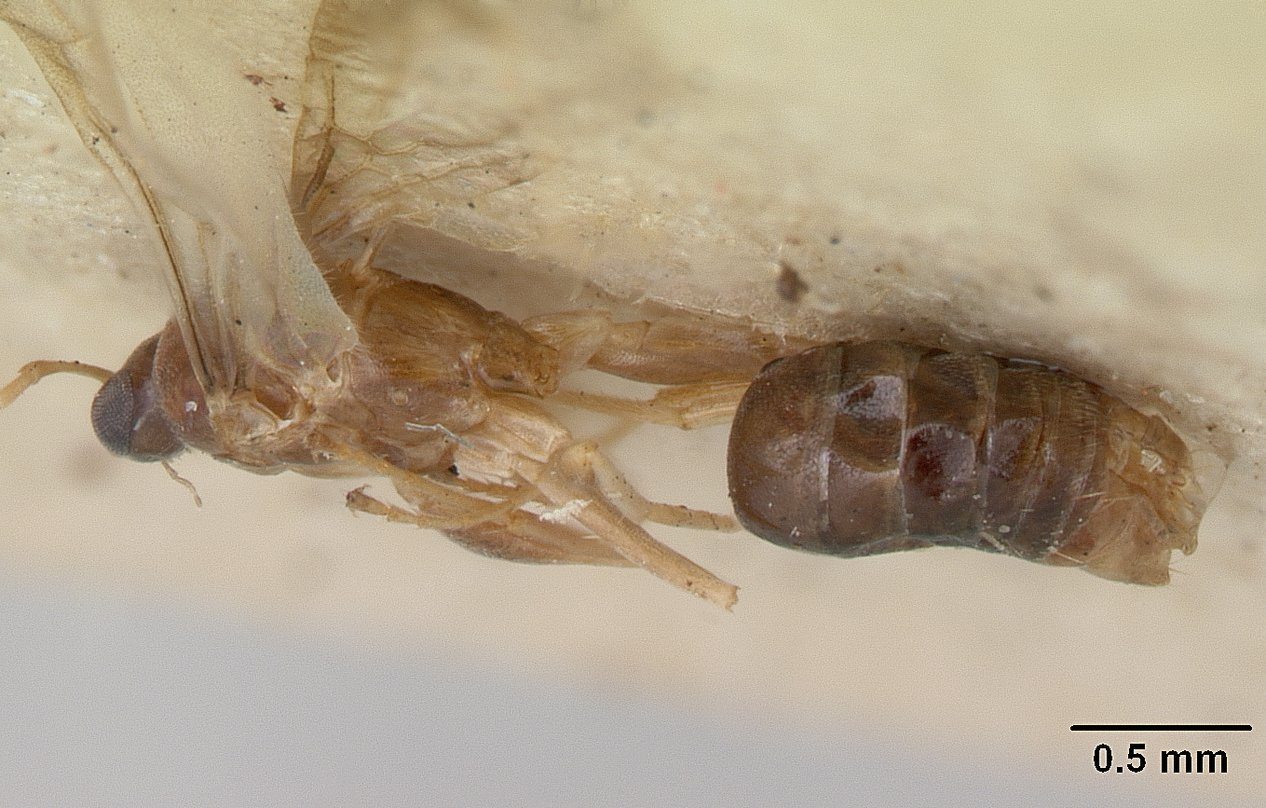
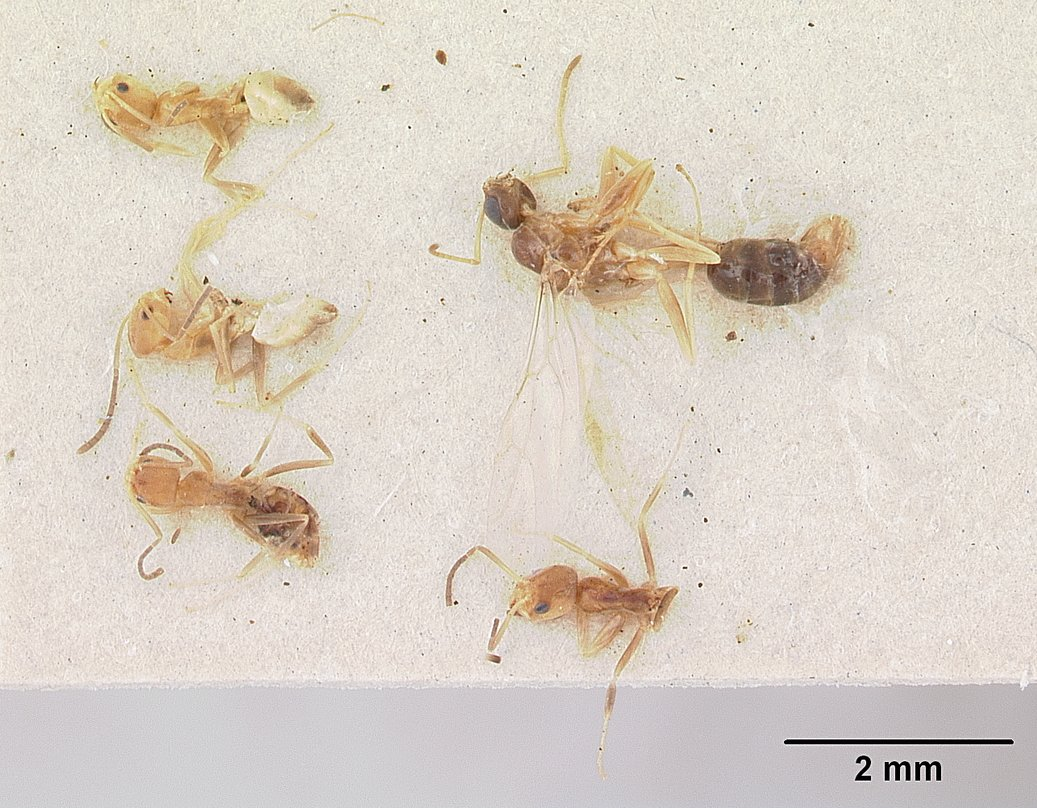
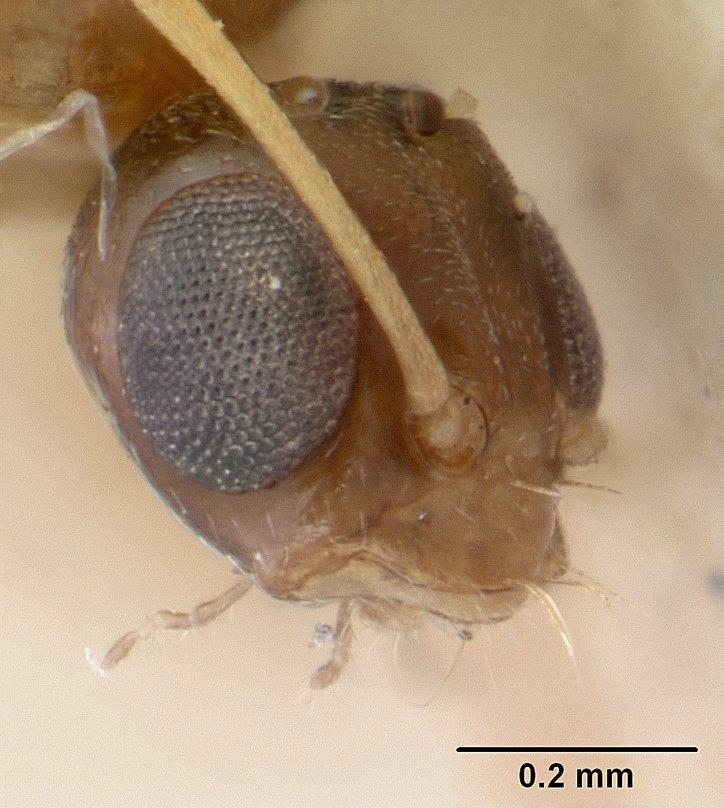
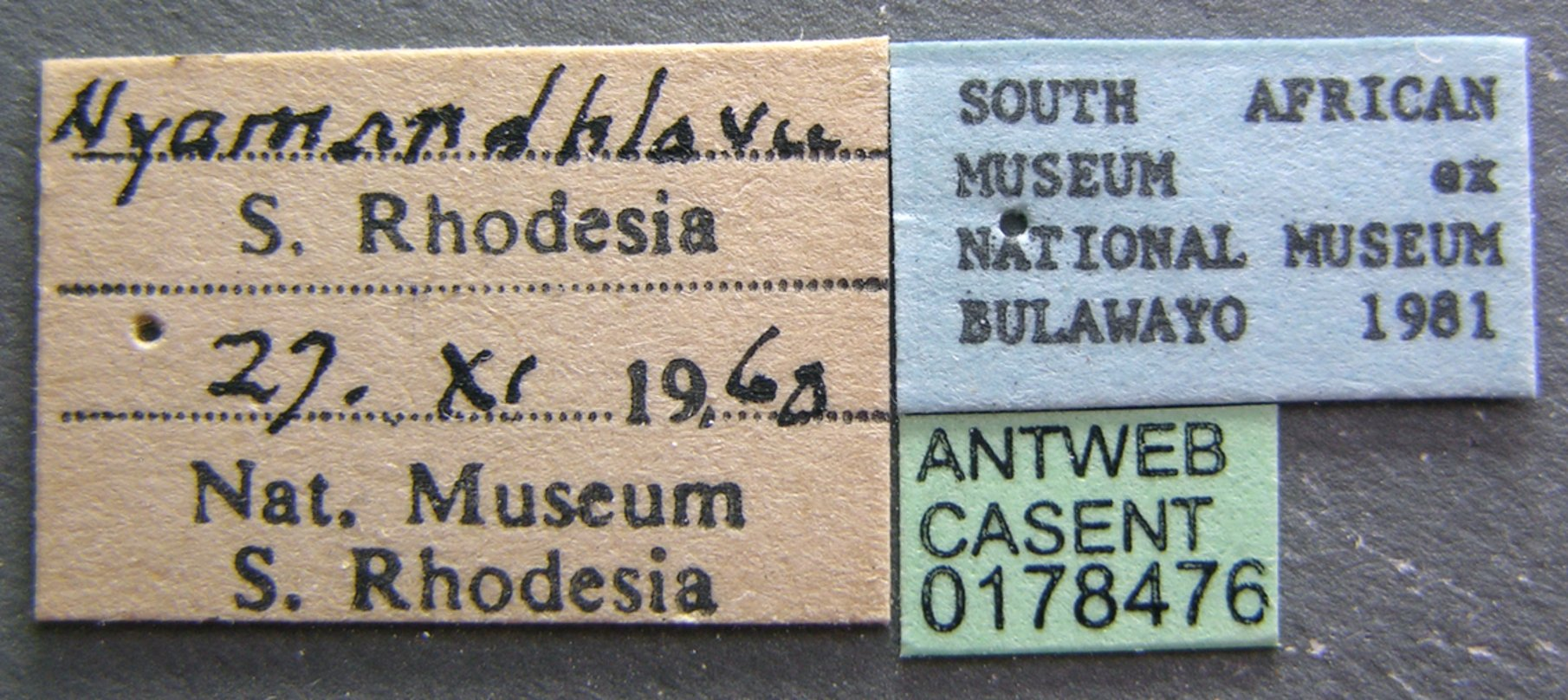
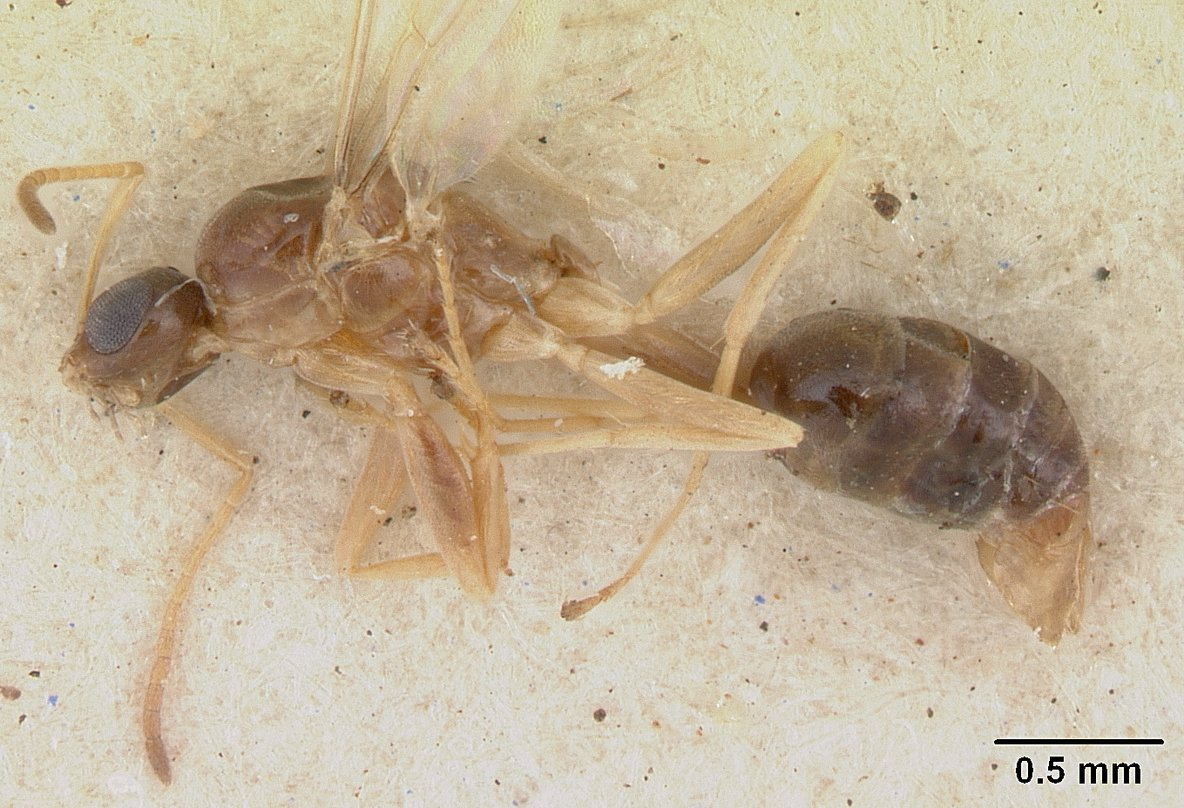
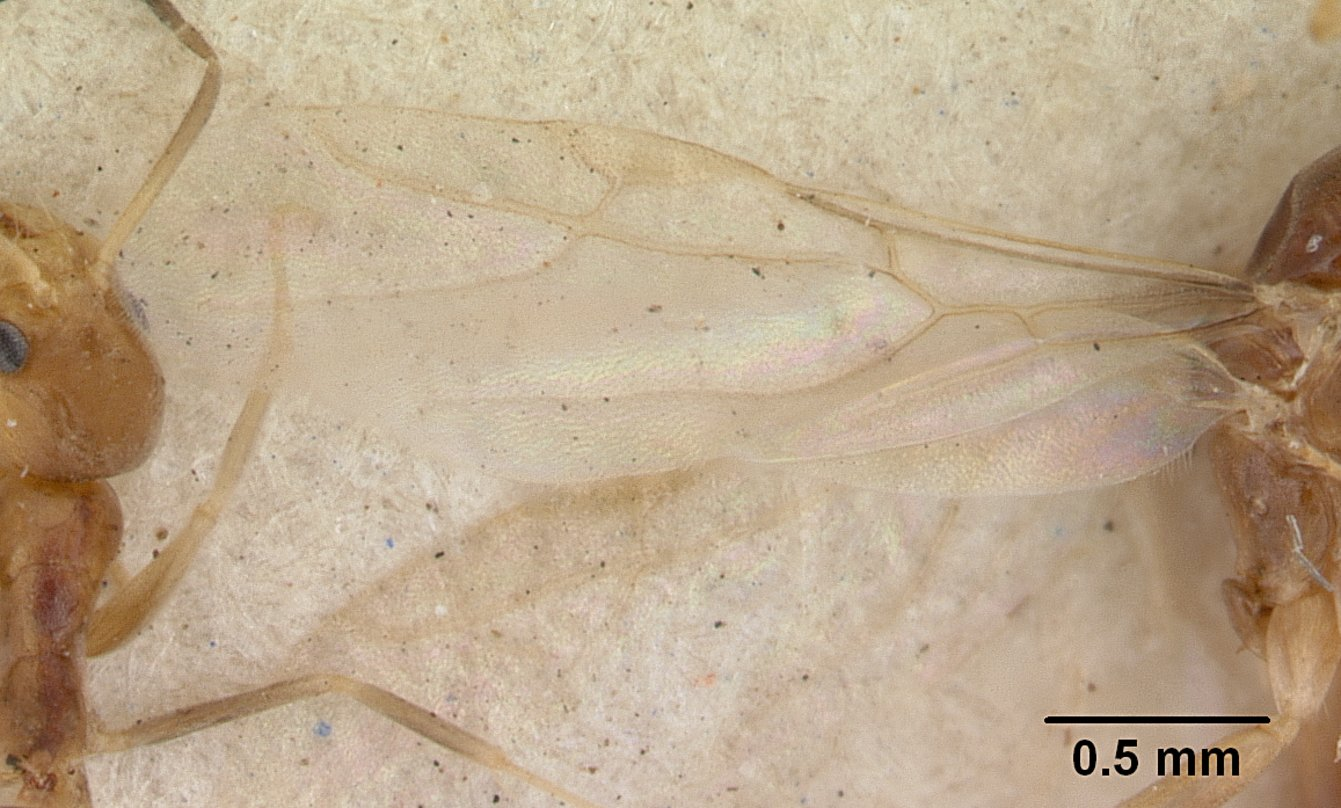